# Cueto Iján

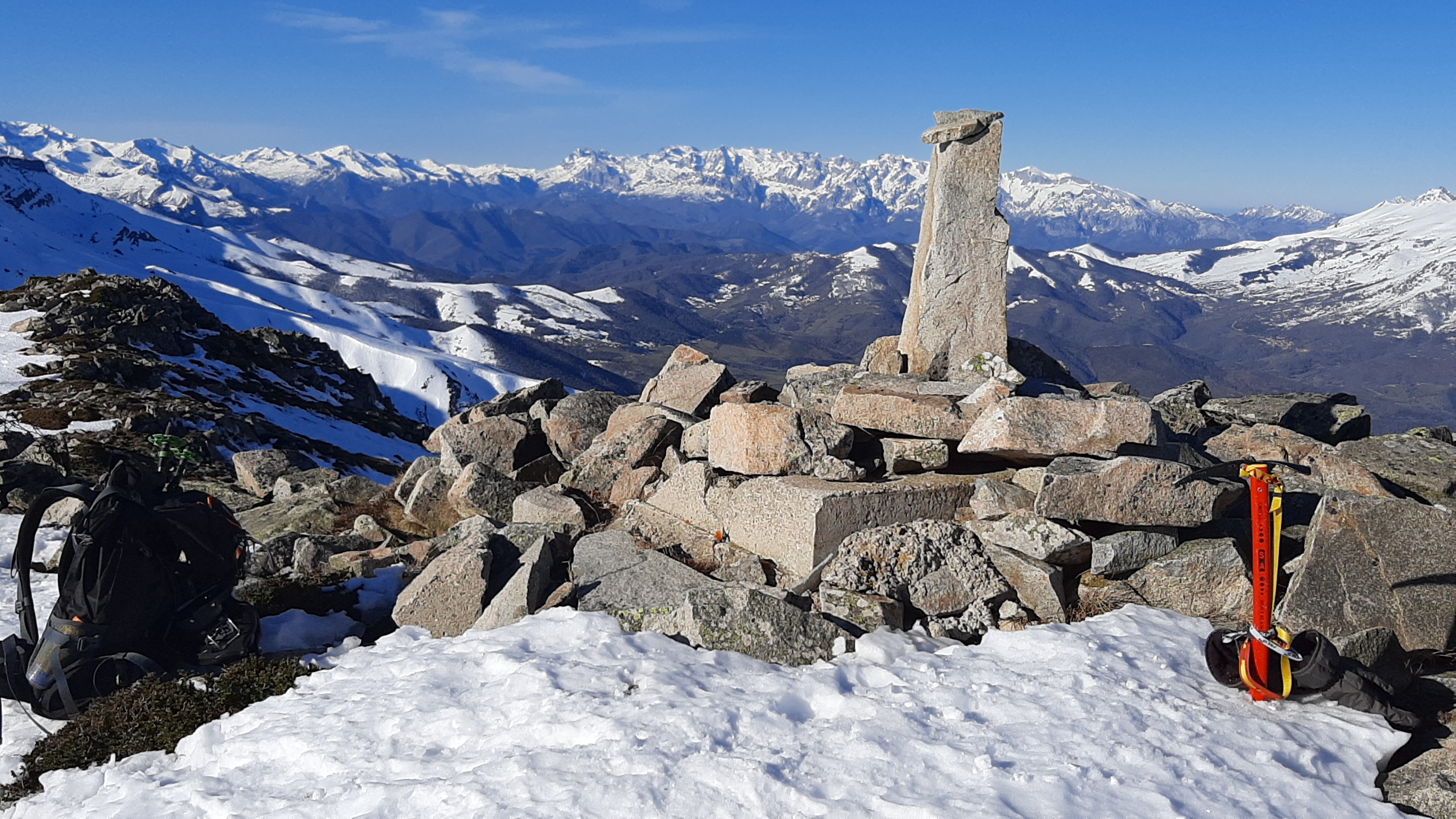
Vistas desde el Cuetu Iján hacia los Picos de Europa y Peña Prieta

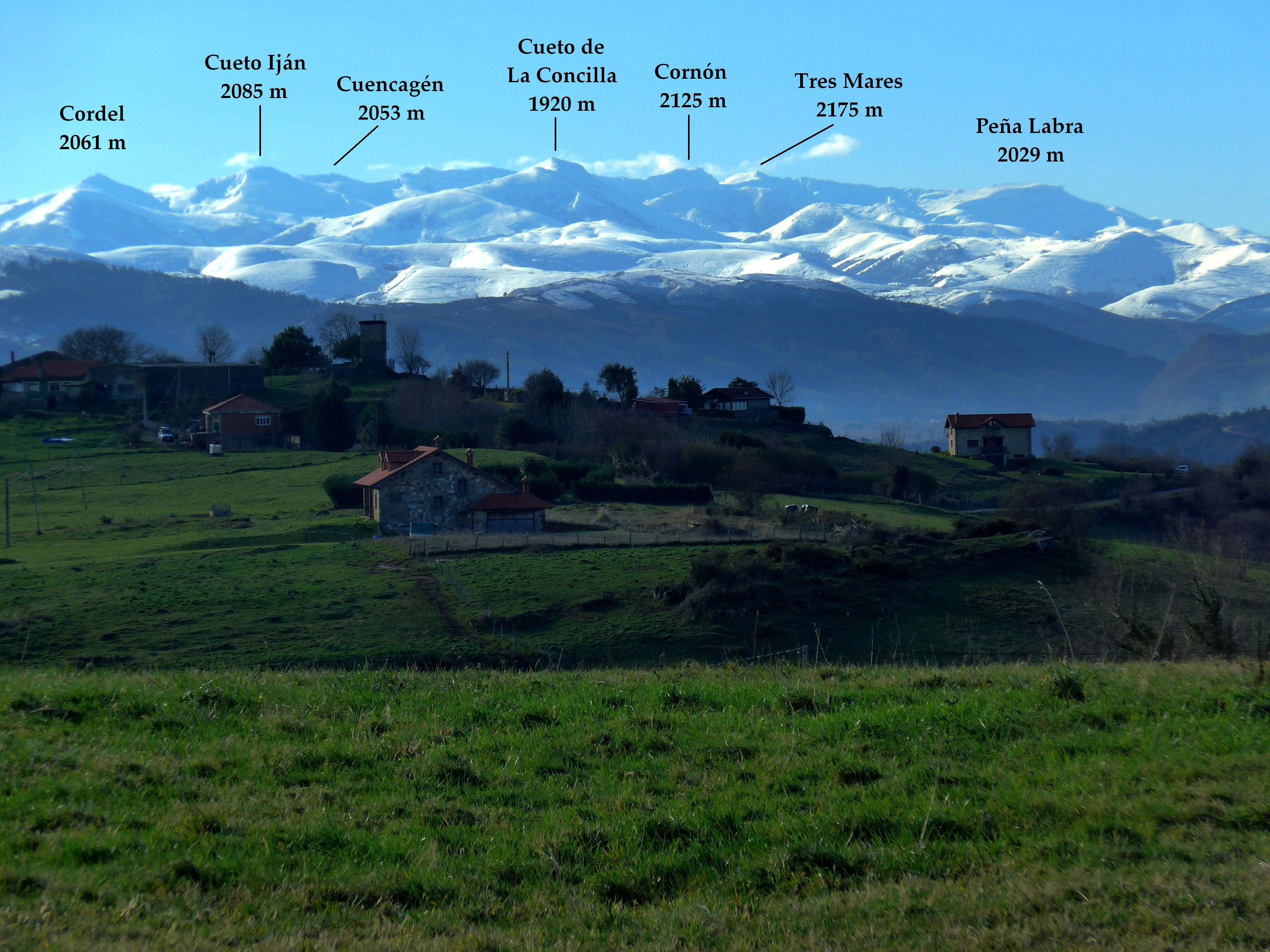
Cuetu Iján visto junto a otras cumbres desde Alfoz de Lloredo, Cantabria

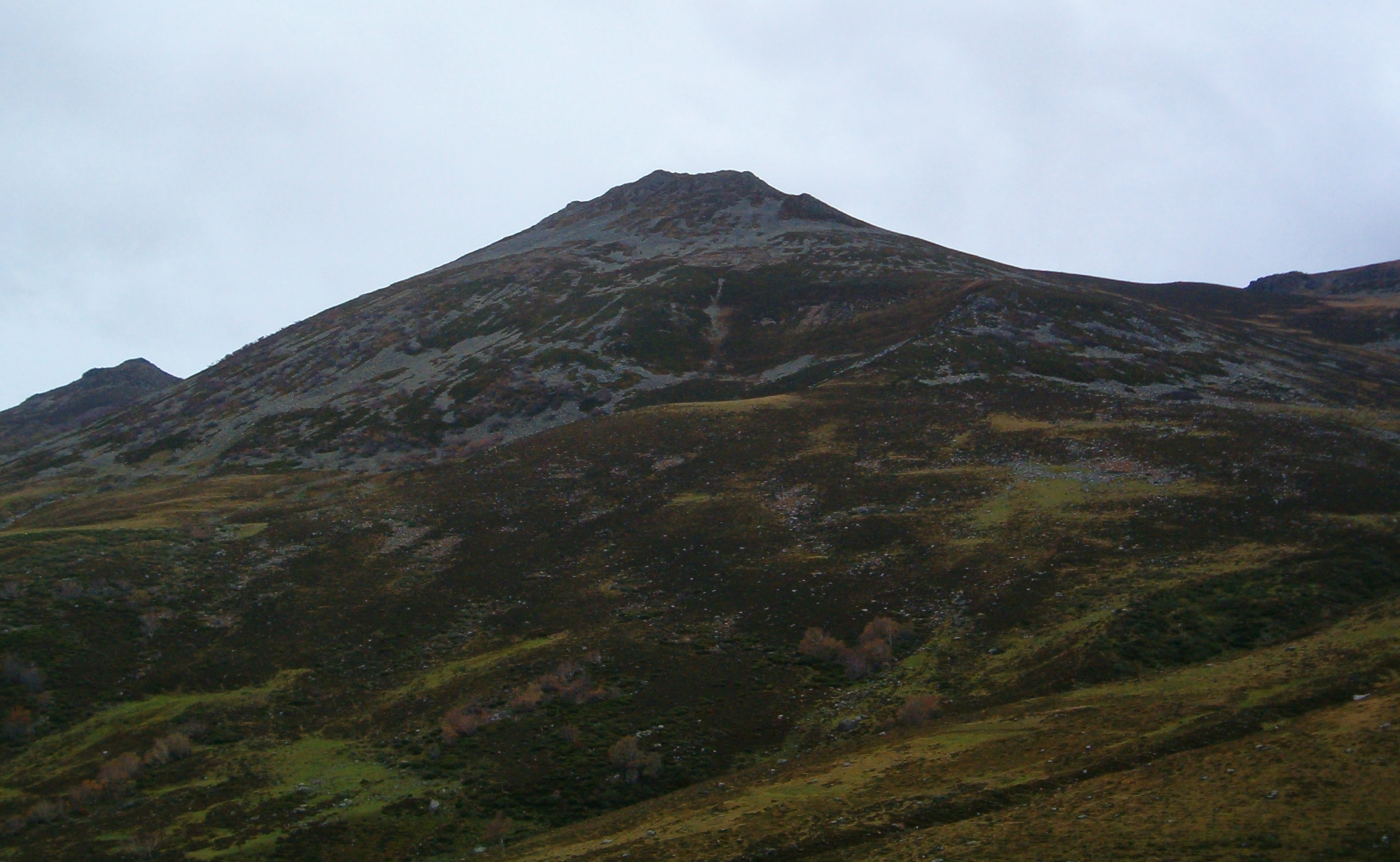
Cuetu Iján visto desde la cabaña de Cuadragú (Sejos)

Cueto Iján, Cuetu Iján o Peña Iján, también conocido simplemente como el Iján, es una montaña situada en el centro de la sierra del Cordel, en el municipio de Hermandad de Campoo de Suso (Cantabria), muy próximo al límite con la mancomunidad de Campoo-Cabuérniga. Mide 2085 metros de altitud. En su cima hay un vértice geodésico que marca la cota de 2085 m s. n. m. en la base del pilar.

## Ruta de acceso
El ascenso más directo arranca en la estación de esquí de Alto Campoo. También se puede acceder desde los puertos de Sejos. Su cumbre ofrece una excelente vista al norte del valle de Cabuérniga hasta el mar Cantábrico. Al oeste se pueden observar los Picos de Europa, al noroeste la sierra de Peña Sagra y el valle de Polaciones, al sur la sierra de Híjar y parte de la Montaña Palentina, entre otros tantos escenarios.